# Мятеж в Чаде (2021)
Мятеж в Чаде — вооружённый конфликт, произошедший на севере Республики Чад.
Наступление на севере страны было инициировано чадской повстанческой группировкой «Фронт перемен и согласия в Чаде» (FACT) 11 апреля 2021 года. Мятеж начался в регионе Тибести на севере страны после президентских выборов 2021 года.

## Предпосылки
Ожидалось, что действующий президент Идрисс Деби, союзник западных держав, продлит свой 30-летний срок пребывания у власти. Независимая национальная избирательная комиссия (CENI) указала, что Деби получает значительное преимущество, и 30 % голосов ещё предстоит подсчитать. Деби выиграл выборы во всех департаментах страны, кроме одного. Не признавая результатов, оппозиция призвала бойкотировать выборы 11 апреля, когда Ясин Абдераман Сакин из Партии реформ отказался признать победу Деби. Предварительные результаты ожидаются 25 апреля. В Европе и США Деби считали союзником в борьбе с Боко Харам и терроризмом как в Западной, так и в Центральной Африке.
В день выборов базирующаяся в Ливии группировка «Фронт перемен и согласия в Чаде» (FACT) совершила нападение на пограничный военный пост. FACT находится под защитой ливийского военачальника Халифы Хафтара и часто вступает в столкновения с военными Чада.

## События
После нападения на границе 11 апреля силы FACT вошли в страну в составе конвоев и, после стычек с армией в нескольких городах и посёлках, направились в сторону Нджамены, столицы Чада. В результате растущей нестабильности США и Великобритания вывели дипломатический персонал из страны.
По состоянию на 19 апреля 2021 года продолжались столкновения между силами FACT и частями Вооруженных сил Чада. Силы FACT заявили о своей независимости в северной части региона Тибести. По сообщениям, в ходе столкновений было убито не менее 300 бойцов FACT, и по меньшей мере пять чадских солдат были убиты во время столкновения, что усилило политическую напряженность в стране. Армия заявила 19 апреля, что они «полностью уничтожили» конвои FACT, направлявшиеся в столицу. Представитель армии заявил, что конвои были «уничтожены» в северной провинции Канем. После столкновений генерал Азем Бермандоа Агуна из вооруженных сил Чада заявил, что армия захватила 150 бойцов FACT, а также сообщил о 36 раненых чадских солдатах.
20 апреля 2021 года президент Идрис Деби скончался от полученных ранений на передовой. Его сын Махамат Деби Итно сменил его на посту главы Переходного военного совета Чада на срок в 18 месяцев.
21 апреля предположительно подверглась бомбардировке база повстанцев на севере Чада. Повстанцы утверждали, что авиаудары были нанесены при поддержке Франции.
24 апреля представитель повстанцев заявил, что FACT «готовится продвигаться» в сторону Нджамены и что они «не принимают никакого военного правительства». Представитель также обвинил Францию в нанесении авиаударов по группе, что Франция отрицала.
25 апреля правительство Чада заявило, что побеждённые повстанцы бежали в Нигер и что нигерские силы помогают чадским силам.
27 апреля правительство заявило об уничтожении четырёх автомобилей повстанцев.
28 апреля в районе Канема возобновились столкновения с наземными и военно-воздушными силами, атакующими позиции повстанцев.
29 апреля повстанцы заявили, что захватили Нокоу в Канеме после уничтожения вертолета. Это отрицали правительственные силы, которые утверждали, что обстреляли позиции повстанцев. Военный представитель заявил, что вертолет, сбитый повстанцами, разбился из-за «технических неполадок» далеко от поля боя.
30 апреля чадские силы заявили, что они отбили все территории, окружающие Ноко, и что в ходе сражения были убиты шесть чадских солдат и «сотни» повстанцев. Чадские силы также сообщили о 22 раненых солдатах.
6 мая правительство Чада заявило, что повстанцы FACT отступили после боев у границы с Нигером. Силы безопасности начали очищать север Чада.
9 мая 2021 года TMC заявила о победе над повстанцами в северном наступлении, однако столкновения продолжались, и представитель FACT заявил, что ему не известно об окончании боевых действий. Он добавил, что «прокомментирует, когда будет достоверная и достоверная информация». Между тем, в Нджамене, где приветствовали возвращающихся с севера войск, раздались аплодисменты. Победа чадских военных была подтверждена, когда Бешир Махади, официальный представитель FACT, попросил чадских военных уважать права военнопленных и позволить «тем, кто все ещё восстает за пределами страны, присоединиться к правовой системе, чтобы вместе они могут внести свой вклад в построение в стране закона и демократии».

## Мирное соглашение
С марта 2022 года в Дохе шли переговоры по урегулированию конфликта. 8 августа 2022 года состоялось подписание мирного соглашения между представителями Переходного военного совета Чада и оппозицией.

## Реакция на смерть Деби
Реакция на смерть Деби включала осуждение продолжающегося насилия в Чаде и соболезнования. С заявлениями выступили представители Африканского союза, Европейского союза и Организации Объединённых Наций, а также нескольких стран, в том числе России, Франции, Израиля, Мали, Нигера, Сенегала и Соединенных Штатов Америки.